# ダニー・バイス
ダニー・バイス（Danny Buijs、1982年6月21日 - ）は、オランダ・ドルトレヒト出身の元サッカー選手であり、サッカー指導者。ポジションはDFまたはMF。

## 指導者経歴
2014年にコザッケン・ボーイズの監督に就任すると、チームをトップクラッセのチャンピオンに導いた。その手腕が高く評価され、現役時代に2シーズンだけプレーしたことがあるFCフローニンゲンの監督に抜擢された。2016年から監督を務めていたエルネスト・フェーバーの後任という形で就任し、5月18日の就任会見では、UEFAヨーロッパリーグ圏内でフィニッシュすることを目標に掲げ、1年目は8位、2年目は9位と、ELプレーオフ出場あと一歩という順位で終えている。
2023年6月9日、フォルトゥナ・シッタートの監督に就任し、2年契約を結んだ。

## タイトル

### 選手時代
フェイエノールト
- KNVBカップ：1回（2007-08）

キルマーノックFC
- スコティッシュリーグカップ：1回（2011-12）

### 指導者時代
コザッケン・ボーイズ
- トップクラッセ：1回（2014-15）